# Schmetterlingsjagende Silbermundwespe
Die Schmetterlingsjagende Silbermundwespe (Lestica subterranea) ist ein Hautflügler aus der Familie der Crabronidae. Die Art ist durch Lebensraumzerstörung gefährdet. 

## Merkmale
Die Wespe erreicht eine Körperlänge von 9 bis 12 Millimetern. Ihr gedrungener Körper ist schwarz gefärbt und hat auf dem Kopf und Thorax eine schwach ausgeprägte gelbe Zeichnung. Der Hinterleib trägt auf jedem Segment ein Paar gelbe Flecken. Die Schenkel (Femora) sind rotbraun gefärbt, nur ihre Spitzen sind gelb. Unter den Facettenaugen sind die Tier silbern behaart. Lestica alata sieht der Art sehr ähnlich, unterscheidet sich jedoch durch gerunzelte, matte Bereiche an den Seiten des Thorax.

## Vorkommen
Die Art tritt in Mitteleuropa nur vereinzelt und selten auf. Besiedelt werden offene, sandige Lebensräume, bevorzugt Binnendünen. Die Tiere fliegen von Mai bis August.

## Lebensweise
Die Schmetterlingsjagende Silbermundwespe versorgt ihre Brut mit adulten Schmetterlingen, insbesondere mit Glasflüglern (Sesiidae) und Eichenwicklern (Tortrix viridiana). Das Nest wird in kleinen Kolonien angelegt. Dazu wird häufig an leicht schrägen Stellen ein schräg nach unten führender Gang in den lockeren Sand gegraben. Die Beute wird im Flug nur an den Fühlern gepackt, wodurch die Falter während des Fluges mit ihren Flügeln flattern können.